# Krzysztof Pankiewicz (scenograf)
Krzysztof Pankiewicz (ur. 16 września 1933 w Pruszkowie, zm. 15 grudnia 2001 w Warszawie) – polski artysta malarz, scenograf i reżyser teatralny. Był wielokrotnie odznaczany i nagradzany w kraju i za granicą.

## Edukacja
W 1950 podjął studia na Wydziale Architektury Politechniki Warszawskiej. Po roku przeniósł się na Wydział Malarstwa Akademii Sztuk Pięknych w Warszawie. W 1954 przeniósł się na Wydział Scenografii i Malarstwa Akademii Sztuk Pięknych w Krakowie pod kierunkiem Karola Frycza. W 1958 otrzymał dyplom z wyróżnieniem za oprawę plastyczną Kaliguli Alberta Camusa.

## Kariera
W 1956 rozpoczął pracę zawodową w krakowskim Teatrze Młodego Widza, gdzie zadebiutował scenografią do Osobliwego zdarzenia Carla Goldoniego w reż. Zofii Mysłakowskiej. W 1957 opracował scenografię i kostiumy do dwóch przedstawień Teatru im. Juliusza Osterwy w Lublinie – Ostatni rejs Suttona Vane’a Jerzego Golińskiego i Król włóczęgów Justina Huntleya McCarthy w reż. Marii Straszewskiej-Rettinger. W 1958 przygotował dekorację w Teatrze Ateneum w Warszawie do sztuki Tennessee Williamsa Tramwaj zwany pożądaniem w reż. Janusza Warmińskiego. W 1959 podjął się realizacji scenografii w Bałtyckim Teatrze Dramatyczny im. Juliusza Słowackiego w Koszalinie do Mirandoliny Carla Goldoniego w reż. Stanisława Jaszkowskiego. W 1959 we Wrocławskim Teatrze Pantomimy rozpoczął wieloletnią współpracę z Henrykiem Tomaszewskim przy dwóch pantomimach – Woyzeck Georga Büchnera i Maski Arlekina.
W latach 1966–1967 pełnił funkcję głównego scenografa Teatru Klasycznego. W 1973 w Teatrze Wielkim w Łodzi zadebiutował jako reżyser komedii Williama Shakespeare’a Wesołe kumoszki z Windsoru. W 1976 w Teatrze im. C. K. Norwida w Jeleniej Górze wyreżyserował Don Juana Moliera z Maciejem Staszewskim w roli tytułowej; spektakl został uhonorowany nagrodą na Międzynarodowym Festiwalu Teatralnym Ameryki Łacińskiej w Caracas, a także odbył tournée po krajach Ameryki Południowej (występy w Bogocie) i Ameryce Centralnej (w Panamie i San José). W latach 1982–1999 jako scenograf był związany z warszawskim Teatrem Polskim, a w latach 1987–1988	pracował w toruńskim Teatrze im. Horzycy.

## Odznaczenia i nagrody
- 1961 – wyróżnienie na I Kaliskich Spotkaniach Teatralnych za scenografię do Kordiana Juliusza Słowackiego w reż. Jana Perza w Teatrze Polskim w Poznaniu[2]
- 1961 – nagroda prezesa Komitetu ds. Radia i Telewizji za wybitne osiągnięcia artystyczne[2]
- 1962 – wyróżnienie na II Ogólnopolskim Festiwalu Sztuk Rosyjskich i Radzieckich w Katowicach za scenografię do Płatonowa Antoniego Czechowa w reż. Adama Hanuszkiewicza z Teatru Dramatycznego w Warszawie[2]
- 1962 – Prix de Recherches w Teatrze Narodów za scenografię do pantomim Henryka Tomaszewskiego Wejście w labirynt, Woyzeck, Ziarno i skorupa, Człowiek i ptak[2]
- 1963 – wyróżnienie ministra kultury i sztuki z okazji wystawy Polskie dzieło plastyczne w 15-leciu PRL[2]
- 1963 – nagroda prezesa Komitetu ds. Radia i Telewizji za wybitne osiągnięcia artystyczne[2]
- 1963 – nagroda za projekty do spektaklu Chory z urojenia Moliera podczas Biennale Młodych Artystów w Paryżu[2]
- 1964 – nagroda I stopnia na IV Ogólnopolskim Festiwalu Sztuk Rosyjskich i Radzieckich w Katowicach za scenografię do przedstawienia Zbrodnia i kara wg Fiodora Dostojewskiego w inscenizacji Adama Hanuszkiewicza z Teatru Powszechnego w Warszawie[2]
- 1967 – nagroda holenderskiego ministra kultury i sztuki za osiągnięcia artystyczne podczas Holland Festival[2]
- 1979 – Złota Podkowa - nagroda studenckiego plebiscytu „Studencka Dekada Kultury” w Rzeszowie za oprawę plastyczną Kniazia patiomkina Tadeusza Micińskiego w reż. Krystyny Meissner w Teatrze im. Siemaszkowej w Rzeszowie[2]
- 1981 – Odznaka Honorowa Miasta Poznania[2]
- 1981 – wyróżnienie na XXII Festiwalu Polskich Sztuk Współczesnych we Wrocławiu za scenografię do spektaklu Vatzlav Sławomira Mrożka w reż. Kazimierza Dejmka z Teatru Nowego w Łodzi[2]
- 1983 – Krzyż Kawalerski Orderu Odrodzenia Polski[2]
- 1983 – Dyplom Ministerstwa Spraw Zagranicznych[2]
- 1985 – nagroda jury dziecięcego na IV Ogólnopolskim Festiwalu Sztuk dla Dzieci i Młodzieży w Wałbrzychu za scenografię do przedstawienia Czarodziejski flet Mozarta w reż. Krystyny Meissner w Teatrze im. Horzycy w Toruniu[2]
- 1995 – Honorowy Medal im. Juliusza Osterwy[2]